# Донга (департамент)
Донга (фр. Donga) — был выделен из состава департамента Атакора в 1999. Административный центр — город Джугу.

## География
Граничит на западе с Того; с департаментами: с Атакора на севере, с Боргу на востоке и с Коллинз на юге и юго-востоке.

## Административное деление
Включает 5 коммун:
- Басила (фр. Bassila)
- Джугу (город) (фр. Djougou Urban)

Коммуны департамента Донга.

- Джугу (сельская коммуна) (фр. Djougou Rural)
- Копарго (фр. Copargo)
- Уаке (фр. Ouaké)